# Kraichbach
Kraichbach er en flod i den tyske delstat Baden-Württemberg og en af Rhinens bifloder fra højre  med en længde på  50 km. Den har sit udspring ved Sternenfels mellem Schwarzwald og Odenwald, og løber gennem Kraichtal og Hockenheim, før den munder ud i Rhinen ved Ketsch.
49°02′33″N 8°50′48″Ø / 49.0425°N 8.8467°Ø